# Włodzimierz Dzieduszycki (1885–1971)
Włodzimierz Dzieduszycki herbu Sas (ur. 10 maja 1885 we Lwowie, zm. 9 września 1971 w Warszawie) – polski hrabia, IV ordynat poturzycko-zarzecki, ziemianin, działacz sportowy, ornitolog.

## Życiorys
Włodzimierz Dzieduszycki pochodził z rodziny hrabiowskiej Dzieduszyckich herbu Sas. Był wnukiem Włodzimierza Dzieduszyckiego, synem Anny (1859–1917) i Tadeusza Dzieduszyckich (1841–1918).
Ukończył Gimnazjum św. Anny w Krakowie w 1903, kontynuował edukację na terenie Imperium Rosyjskiego, po czym studiował w Szkole Politechnicznej we Lwowie przez dwa lata, a finalnie został absolwentem studiów rolniczych na Uniwersytecie Jagiellońskim. Od 1912 do 1917 był administratorem dóbr rodzinnych na obszarze Małopolski Wschodniej i Podola. Podczas I wojny światowej działał jako sekretarz Polskiego Komitetu dla Ofiar Wojny w Kijowie. Po odzyskaniu przez Polskę niepodległości w 1918 zamieszkał na stałe we Lwowie. Od tego czasu sprawował funkcję ordynata majątku rodowego w Poturzycy i prowadził Muzeum Przyrodnicze im. Dzieduszyckich we Lwowie, założone przez swojego dziadka. Rozwijał pasję ornitologiczną, w 1924 został odznaczony francuskim Orderem Zasługi Rolniczej. W okresie II Rzeczypospolitej od 1926 do 1933 był prezesem klubu sportowego LKS Pogoń Lwów. W 1937 był członkiem honorowym i prezesem wydziału honorowego klubu.
Po II wojnie światowej był zatrudniony w zarządzie Zdroju w Rabce. Równolegle od 1945 do 1958 pracował na stanowisku adiunkta w Instytucie Zoologii Polskiej Akademii Nauk pełniąc funkcję w zakresie kolekcji ptaków.
Jego żoną w 1912 została Wanda Sapieha-Różańska herbu Lis (1890–1978), córka Jana Pawła Aleksandra Sapiehy. Ich dziećmi byli Tadeusz Kazimierz (1913–1997), Anna Maria (1914–2008, po mężu Szeptycka), Jan (1916–1995), Eustachy Maria (1917–1997, ojciec Piotra), Andrzej (1919–1932), Krzysztof (1922–1935), Maria (1923-2013), Elżbieta (1925–2003, po mężu Karska), Teresa (1927–2017), Jadwiga Maria (1928, żona Macieja Bernhardta), Katarzyna (1929-2025, żona Zbigniewa Herberta), Paweł (1931–1987), Tytus (1934–1973).
Zmarł 9 września 1971 w Warszawie. Został pochowany  są w krypcie rodzinnej w Zarzeczu koło Jarosławia.

## Publikacje
- Gawędy starego leśnika (1956)
- Obserwacje nad żerowaniem żurawi (Grus grus) (1963)